# Bruna (winkelketen)
Bruna is een Nederlandse detailhandelsonderneming, die met bijna 300 winkels actief is op de markt van boeken, tijdschriften, dagbladen, papier- en schrijfwaren, wenskaarten, cadeau- en multimediaproducten. In deze branche is Bruna marktleider. Het merendeel van de winkels betreft franchisewinkels. Naast de winkelverkoop biedt Bruna boeken aan via haar website.

## Geschiedenis
Bruna is door Albert Willem Bruna opgericht in 1868. Albert Willem Bruna nam in dat jaar een kleine boekhandel en uitgeverij over in Haarlem. Vanaf 1891 kwamen daar op diverse stations spoorwegkiosken bij. In 1909 werd de zaak gesplitst in uitgeverij A.W. Bruna & Zoon en De Spoorwegboekhandel, onder leiding van respectievelijk de oudste (Gerard, 1870–1935) en jongste zoon (Hendrik, 1874–1965) van oprichter Albert Willem. Het bedrijf is franchisegever sinds 1949. Van 1935 tot 1982 stond Henk Bruna aan het hoofd van de winkelketen.
Bruna was daarna eigendom van Postkantoren BV, waarbij de helft van de aandelen in handen was van Post NL en ING. In 2015 kampte het bedrijf met tegenvallende bestedingen door consumenten en grote investeringen in nieuwe online activiteiten leverden nog te weinig op. In dat jaar leed het een verlies van 7 miljoen euro en de aandeelhouders sprongen financieel bij. In 2016 volgde wederom een verlies van 7 miljoen euro. In 2017 werd Bruna overgenomen door VBK Uitgeversgroep. In 2019 verhuisde Bruna het hoofdkantoor uit kostenbesparingsoogpunt van Houten naar Amsterdam-Zuidoost.
Bruna kwam in 2020 in handen van Audax. Het valt daar onder de retail-divisie waar onder meer ook de ReadShop-formule deel van uitmaakt. In 2024 is het Bruna hoofdkantoor wederom verplaatst, nu naar Utrecht.

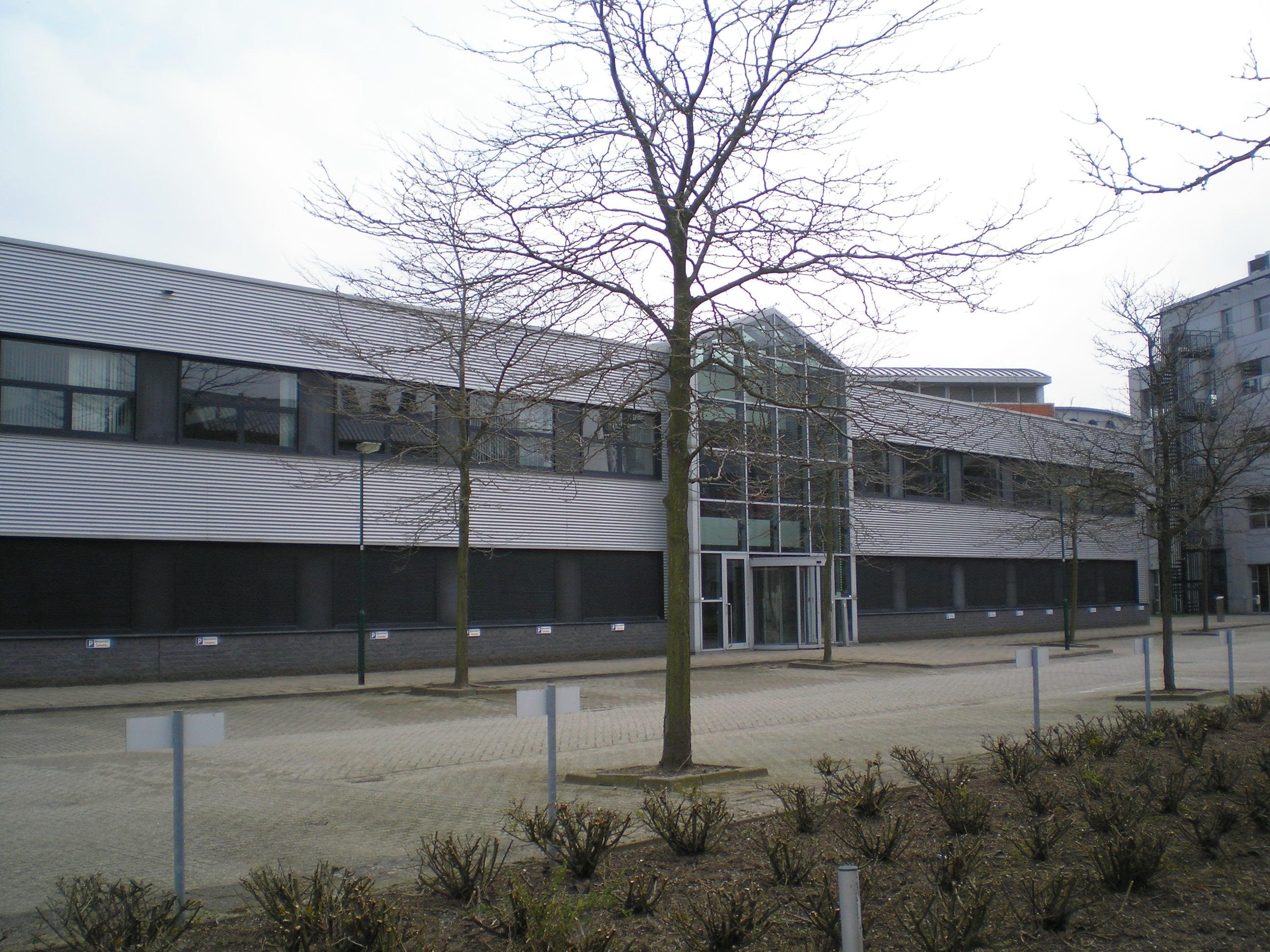
Tot 2019 Bruna hoofdkantoor te Houten